# Pycnostachys umbrosa
Pycnostachys umbrosa là một loài thực vật có hoa trong họ Hoa môi. Loài này được (Vatke) Perkins miêu tả khoa học đầu tiên năm 1921.